# الموجة الجديدة في السينما البريطانية
الموجة الجديدة في السينما البريطانية هي نوع من الأفلام أصدرت في بريطانيا العظمى بين عامي 1959 و 1963 ميلادي  ويعود تسميتها إلى ترجمة للمصطلح الفرنسي Nouvelle Vague، والذي يعني الموجة الجديدة في السينما الفرنسية وقد استخدم أولا لتصنيف أفلام فرانسوا تروفو، وجان لوك جودار من بين آخرين.

## السمات
تميزت هذه الموجة بنفس الأساليب والموضعيات في الموجة الفرنسية والتي عادة ما عرضت أفلامها بالأسود والأبيض وبشكل ارتجالي باستخدام أسلوب سينما الواقع أو (سينما سينمائية) محاكية للحياة الواقعية، حيث تم تصويرها في أماكن حقيقية مع أشخاص حقيقيون بدلا من الممثلين المحتشدين أو الكومبراس.
يوجد خلط كبير بين الموجة الجديدة وحركة الشباب الساخط ، وهم فنانون في المسرح والسينما البريطانية كالكاتب المسرحي جون أوزبورن والمخرج توني ريتشاردسون حيث وجهت أعمالهم انتباها لواقع الطبقة العاملة، خاصة في شمال إنجلترا، الذي عادة ما وصف بالكآبة. حيث يركز نوع الدراما في هذه الأفلام المعروفة "بدراما مجلى المطبخ"، على نظام الطبقات وتفاصيل الحياة اليومية.

## تأثير الكتاب وصناع الأفلام القصيرة
تتشابه بدايات الموجتين الفرنسية والبريطانية في بدء الكثير من صناع أفلامها مسيرتهم المهنية كنقاد سينمائيون وصحافيون. حيث بدأت الكتابة النقدية حول السينما البريطانية في خمسينات القرن العشرين في بريطانيا، والتي انبأت عن مستقبل السينما البريطانية.
كان ليندسي أندرسون من بين هؤلاء النقاد السينمائيون، والذي شارك بتأسيس مجلة سيكوينس مع كارل ريتز وجافين لامبرت وناقدًا بارزًا فيها في عام 1947 حتى 1952.
وكان اندرسون ايضًا كاتبًا لمجلات عدة كمجلة معهد الفيلم البريطاني، والمجلة السياسية اليسارية نيوستيتمنت، ومجلة سايت اند ساوند. والتي كتب فيها إحدى أعماله المثيرة للجدل «ستاند اب، ستاند اب» راسمًا فيها معالم نظرياته حول مايجب أن يكون عليه مستقبل السينما البريطانية.
نظم اندرسون سلسلة من العروض السينمائية في مسرح (ناشونال فلم) للأفلام القصيرة المستقلة. من ضمنها فلمه «كل يوم عدا كريسماس»، والذي يدور حول متجر خضار وفواكه في حي كوفنت جاردن في لندن. وفلم كارل ريتز «أمي لا تسمح» والكثير من الأفلام.
في أواخر الخمسينات من القرن العشرين في بريطانيا، تبنى اندرسون فلسفة سينمائية أصبحت تعرف لاحقًا بالسينما الحرة. والتي تشير بضرورة عرض حياة الطبقات العاملة بدلًا من حصر السينما البريطانية على طبقة معينة.
وشارك اندرسون مع المخرجين كارل ريتز وتوني ريتشاردسون وغيرهم بصناعة عدد من الأفلام الوثائقية القصيرة بمواضيع مختلفة خارجة عن الإطار الاجتماعي التقليدي مدعومة ماديًا من قبل العديد من المصادر، أبرزها شركة السيارات البريطانية فورد.
أنبأت هذه الأفلام، والتي كانت تقليدًا للأفلام الوثائقية البريطانية في ثلاثينات القرن العشرين كأفلام جون غريرسون وغيره، عن الواقعية الاجتماعية للسينما البريطانية، والتي ظهرت في ستينات القرن العشرين في أفلام عدة كفلم اندرسون «الحياة الرياضية» وفلم رايس «ليلة السبت وصباح الأحد»، فلم ريتشاردسون «الحياة الوحيدة لعدّاء المسافات الطويلة».
لكن خلال عام 1964 انتهت هذه الموجة بشكل رسمي. وظهرت حقبة جديدة في السينما البريطانية عُرفت لاحقًا «بالغزو البريطاني»؛ لشعبيتها الكبيرة في الولايات المتحدة، والتي كان من أبرزها أفلام جيمس بوند وفلم توني ريتشاردسون (توم جونز) وفلم ريتشارد ليستر (ليلة يوم عصيب).

## الأفلام
- غرفة بالأعلى (1959; إخراج جاك كليتن)[3][4]
- انظر للوراء بغضب (1959; إخراج توني ريتشاردسون)[3][4]
- الفنان (1960; إخراج توني ريتشاردسون)[3]
- ليلة السبت وصباح الأحد (1960; إخراج

كارل ريتز)
- طعم العسل (1961; إخراج توني ريتشاردسون)[3][4]
- نوع من الحب (1962; إخراج جون شليزنغر)[3][4]
- الحياة الوحيدة لعداء المسافات الطويلة Runner (1962; إخراج Tonyتوني ريتشاردسون)[3][4]
- غرفة على شكل حرف L (1962; إخراج براين فوربيس)[4]
- الحياة العبثية (1963; إخراج ليندسي اندرسون)[3][4]
- بيلي الكذاب  [لغات أخرى]‏ (1963; إخراج ون شليزنغر)[3][4]

## أبرز الممثلين
- ألان باتس[5]
- توم بيل[6]
- ريتشارد برتون[6]
- جولي كرستي[5][6]
- توم كورتيناي[5][6]
- ألبرت فيني[5][6]
- ريتشارد هاريس[6]
- لورنس هارفي[6]
- Rachel Roberts[6]
- ريتا توشينغها[5][6]

## قراءة إضافية
- Wollen، Peter. "The Last New Wave: Modernism in the British Films of the Thatcher Era". في O'Pray، Michael (المحرر). The British avant-garde film, 1926-1995: an anthology of writings. Indiana University Press. ص. 239–260.
- أعاد كتاب سانكار سيكينر الجديد DZ Uzerine Notlar ، الذي نُشر في ديسمبر 2014، التركيز على واقعية مجلى المطبخ التي كانت مهمة في أواخر الخمسينات وأوائل الستينات. يسلط مقال خاص بعنوان Long Distance Runner في الكتاب الضوء على مخرجي الأفلام الرئيسيين الذين ابتكروا British New Wave. (ردمك 978-605-4579-83-9) رقم ISBN   978-605-4579-83-9 .